# The Future
The Future es el noveno álbum de Leonard Cohen, editado en 1992.
Muchas canciones de este disco aparecieron en diferentes películas: "Waiting for the Miracle", "Anthem" y "The Future", fueron usadas por Oliver Stone en su película de 1994 Natural Born Killers. También aparecen temas de este álbum en la película Wonder Boys y The Life of David Gale.
Es un álbum variado que se hace fácilmente accesible, con coros de góspel ("The Future"), baladas ("Waiting for the Miracle"), country-pop ("Closing Time"). El tema "Democracy" influyó notablemente el tema de apertura de la serie The Sopranos.
Aunque no fue un álbum con gran éxito comercial, The Future fue el más diverso en el aspecto musical, y consiguió situar "Closing Time" y "The Future" en el top 40 de Canadá. En 1992, Cohen ganó el Juno Award como mejor vocalista masculino.
The Future fue el último álbum de Cohen registrado de forma analógica. Del álbum quedó fuera un tema, "Never any good", que apareció en 1997 como rareza en el recopilatorio More Best of Leonard Cohen. 
La actriz Rebecca De Mornay era la compañera sentimental de Cohen en aquella época, y participó en la producción. 

## Listado de temas
Todos los temas son de Leonard Cohen, salvo en los que se indica otra cosa.
1. "The Future" – 6:41
2. "Waiting for the Miracle" (Cohen, Sharon Robinson) – 7:42
3. "Be for Real" (Frederick Knight) – 4:32
4. "Closing Time" – 6:00
5. "Anthem" – 6:09
6. "Democracy" – 7:13
7. "Light as the Breeze" – 7:17
8. "Always" (Irving Berlin) – 8:04
9. "Tacoma Trailer" – 5:57